# Col·legi Major Lluís Vives
El Col·legi Major Lluís Vives va ser un col·legi major universitari impulsat l'any 1934 al passeig de València al Mar, actual avinguda Blasco Ibáñez de València. Tenia capacitat per a 165 estudiants i 31 professors i pertany a la Universitat de València. Va tancar el 31 de juliol de 2012. És considerat com a bé de rellevància local.
Va ser impulsat pel rector de la Universitat de València Juan Peset l'any 1934 i inaugurat l'any 1954 per Francisco Franco seguint el model de la República de la Residencia de Estudiantes de la Institución Libre de Enseñanza en Madrid. Des de la seua inauguració va ser seu de cultura i activitats intel·lectuals.

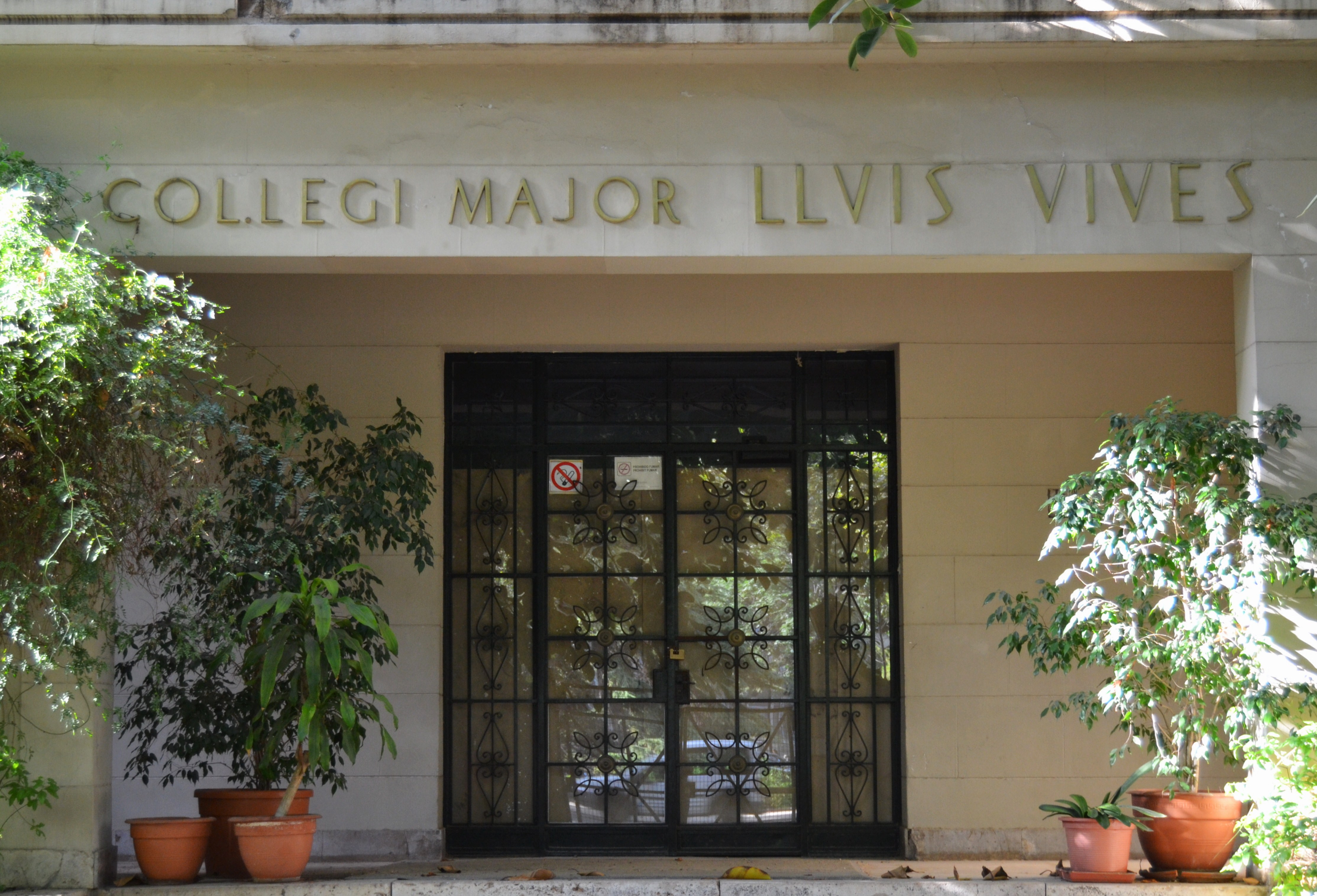
Porta del col·legi Major Lluís Vives de València

Va ser projectada per Javier Goerlich, i es tracta d'un dels millors exemples conservats de l'arquitectura racionalista de principis del segle xx, d'indubtable valor artístic i patrimonial. És un bon exemple de l'estil barco per les formes corbes. L'any 2017 es plantejaven incògnites sobre el destí del seu futur. Després de la rehabilitació per la Universitat de Valencia, el 17 de desembre de 2024 es va inaugurar com Espai Vives.